# Máximo Ramírez
Máximo Ramírez (9 czerwca 1933) – piłkarz boliwijski noszący przydomek Chino, obrońca, pomocnik.
Był w kadrze reprezentacji podczas turnieju Copa América 1953, gdzie Boliwia zajęła 6. miejsce. Ramírez nie zagrał w żadnym meczu.
Jesienią 1957 roku wziął udział w eliminacjach do finałów mistrzostw świata w 1958 roku, gdzie zagrał w czterech meczach – dwóch z Argentyną i dwóch z Chile.
Jako piłkarz klubu Club The Strongest wziął udział w turnieju Copa América 1959, gdzie Boliwia zajęła ostatnie, 7. miejsce. Ramírez zagrał w pięciu meczach – z Urugwajem (wszedł na boisko za Edgara Vargasa), Argentyną, Paragwajem, Brazylią i Chile (w trakcie meczu zmienił go Edgar Vargas).
W lipcu 1961 roku wziął udział w eliminacjach do finałów mistrzostw świata w 1962 roku, gdzie zagrał w obu meczach z Urugwajem.
Następnie wziął udział w turnieju Copa América 1963, gdzie Boliwia zdobyła tytuł mistrza Ameryki Południowej. Ramírez zagrał w pięciu meczach – z Kolumbią, Peru, Paragwajem, Argentyną (w 87 minucie nie wykorzystał rzutu karnego – wkrótce potem zmienił go Jaime Herbas) i Brazylią.
W 1964 roku razem z klubem The Strongest zdobył tytuł mistrza Boliwii, dzięki czemu na początku 1965 roku wziął udział w turnieju Copa Libertadores 1965. The Strongest odpadł w fazie grupowej, zajmując drugie miejsce za argentyńskim klubem Boca Juniors i wyprzedzając trzeci w grupie ekwadorski klub Deportivo Quito. Był to debiut klubu The Strongest w najważniejszej klubowej imprezie Ameryki Południowej.
Latem 1965 roku wziął udział w eliminacjach do finałów mistrzostw świata w 1966 roku, gdzie zagrał czterech meczach – dwóch z Argentyną i dwóch z Paragwajem.